# Rampton and Woodbeck
Rampton and Woodbeck är en civil parish i Bassetlaw i Storbritannien.   Den ligger i grevskapet Nottinghamshire och riksdelen England, i den sydöstra delen av landet, 200 km norr om huvudstaden London. Parish har 1 139 invånare (2011).